# Rodolfo Nin Novoa
Rodolfo Nin Novoa (Montevideo, 25. siječnja 1948.) urugvajski je političar. Obnašao je dužnost dopredsjednika Urugvaja od 2005. do 2010. Predsjednik je i politička vođa stranke Progresivni savez.
Od 1. ožujka 2015. obnaša dužnost ministra vanjskih poslova Urugvaja.

## Životopis
Rođen je 25. siječnja 1948. u Montevideu u miješanoj španjolsko-armenskoj obitelji. Odgajan je u vjerskom duhu, pa je i tako završio obrazovanje na katoličkom fakultetu. Stoga je u početku političke karijere i bio član Narodne stranke i intendant departmana Cerro Largo. 1994. godine se priključio ljevičarskoj stranci Široki front.
Od 2005. do 2010. godine vršio je dužnost dopredsjednika Urugvaja, nasljedivši Luisa Antonia Hierra Lópeza. Njegov brat, Gonzalo Nin Novoa, našao se pod povećalom javnosti 2007. godine, kada je otkriven rast potraživanja i rashoda zbog namirivanja cijene dopredsjedničke kampanje. Do kraja iste godine, braća Nin Novoa su se suočavala s napadima članova vlastite stranke, ali i drugih stranaka poput Juana Domíngueza.

### Ostali projekti
|  | Zajednički poslužitelj ima još gradiva o temi Rodolfo Nin Novoa |